# Kozarnika

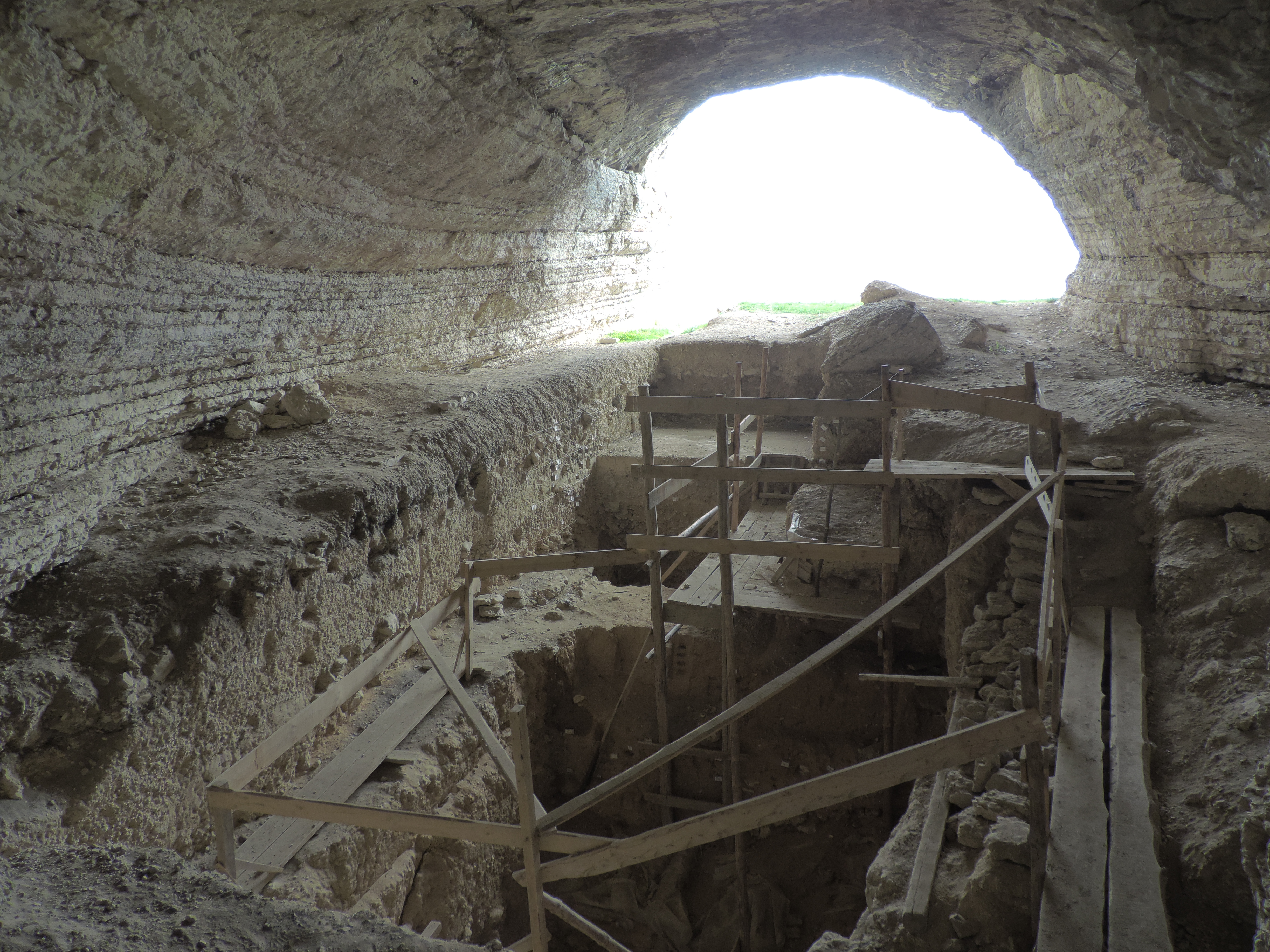
Die Grabungsstätte im Jahr 2017

Kozarnika, bulgarisch Козарника Kosarnika („Abri der Ziege“), ist eine Höhle im äußersten Nordwesten Bulgariens. Sie wurde vor etwa 750.000 Jahren erstmals von Jägern und Sammlern genutzt. Die Nutzungsdauer der Höhle reicht allerdings fast bis in die Gegenwart. Es fanden sich Fossilien mit Schnittspuren, die zunächst auf bis zu 1,6 Millionen Jahre datiert wurden. Jüngste Untersuchungen revidieren diese Einordnung als älteste Fundstätte Europas mit menschlichen Spuren.
Kozarnika befindet sich 6 km von Belogradtschik entfernt, unweit der Donauebene, und weist eine Länge von 210 m auf. Ihr Eingang liegt 480 m über dem Meeresspiegel und befindet sich 85 m über der Ebene. Er weist nach Süden.

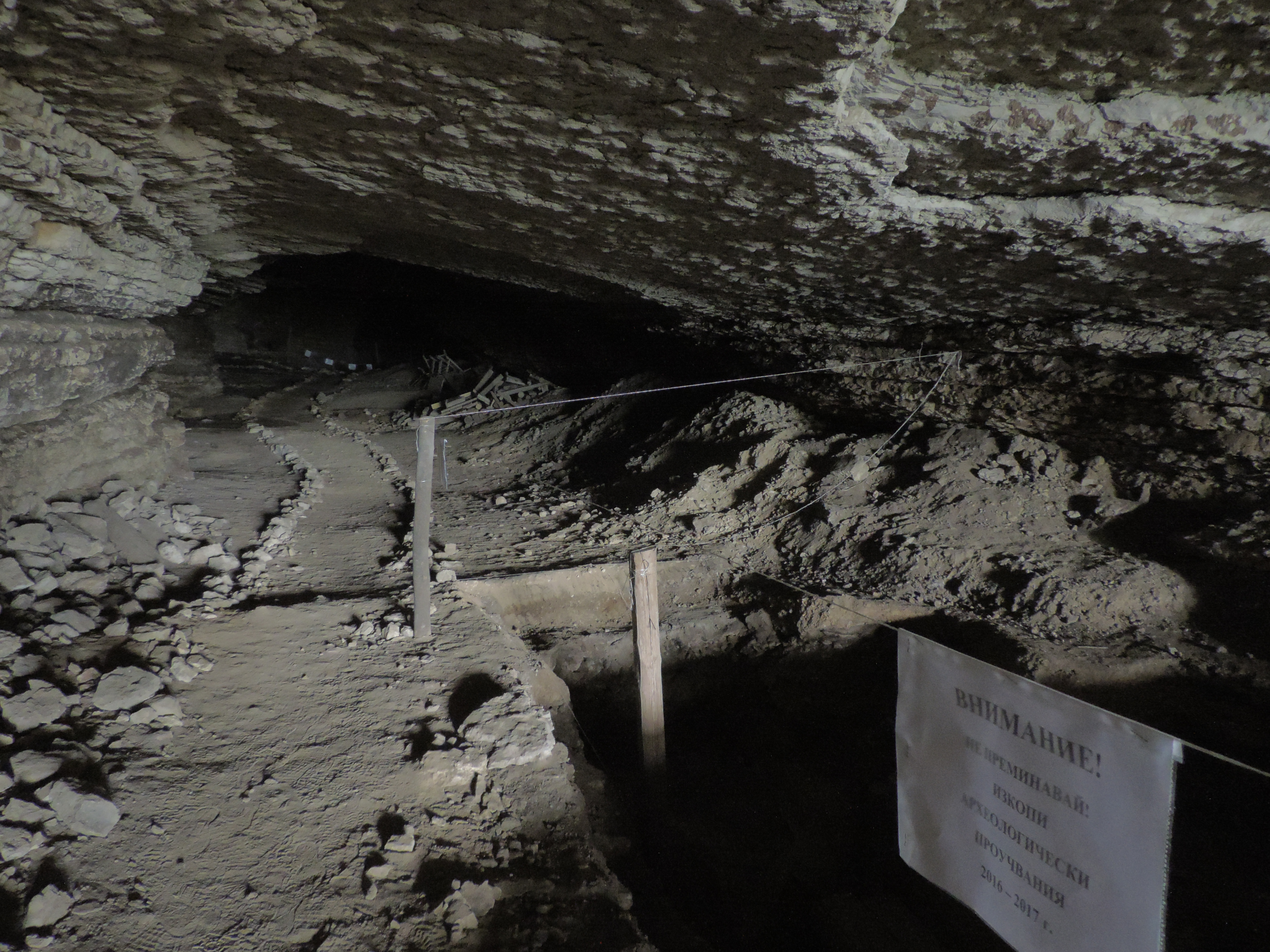

Obwohl schon seit 1933 bekannt, begannen Ausgrabungen erst 1984. Ab 1996 fanden die jährlichen Kampagnen unter der Leitung von Nikolay Sirakov aus Sofia und Jean-Luc Guadelli aus Bordeaux statt.
Unterschieden werden mittlerweile 21 Strata, die vom Altpaläolithikum (13–11a) über das Mittelpaläolithikum (10b–9a) und das Jungpaläolithikum (6 und 7) reichen, sowie über eine Schicht mit einer Klingenindustrie, der die Ausgräber den Namen „Kozarnikien“ gaben (5c–3a), schließlich Schichten vom frühen Neolithikum über die Kupfer- und die Bronzezeit bis ins Spätmittelalter.
Dabei ließ sich, folgt man den Ausgräbern, anhand der Umkehr des Erdmagnetfeldes vor rund 786.000 Jahren belegen, dass die Artefakte vor dieser Zeit entstanden seien mussten, die archäozoologische Analyse ergab sogar ein Alter von 1,4 bis 1,6 Millionen Jahren. Dabei galt ein Molar als ältester menschlicher Überrest Europas. Auch wurden Schnittspuren an Knochen als die ältesten Nachweise symbolischen Denkens überhaupt eingeordnet. Diese Einordnungen blieben allerdings umstritten, eine genauere Untersuchung konnte erweisen, dass die ältesten Schichten erst nach der besagten Umkehr des Magnetfeldes entstanden sind.
Die mittelpaläolithischen Schichten ließen sich anhand der Levallois-Technik einordnen und damit dem Neandertaler zuweisen, einige Artefakte ließen sich dem Jerzmanowicien zuordnen.
Die jungpaläolithischen Artefakte datierten die Ausgräber in die Zeit vor 43.000 bis 39.000 Jahren, womit sie zu den ältesten Spuren des Cro-Magnon-Menschen zählen.